# Braunschweiger Turn- und Sportverein Eintracht von 1895 2012-2013
Questa voce raccoglie le informazioni riguardanti il Braunschweiger Turn- und Sportverein Eintracht von 1895 nelle competizioni ufficiali della stagione 2012-2013.

## Stagione
La seconda stagione in 2. Fußball-Bundesliga comincia bene per i Leoni di Braunschweig che vincono all'esordio contro la retrocessa Colonia. Effettuano un filotto di 5 vittorie consecutive, prima di essere fermati sul pareggio dal Monaco 1860. I gol di Kumbela e del capitano Kruppke portano l'Eintracht a terminare il girone d'andata imbattuti e saldamente al comando con 4 punti di vantaggio sulla diretta inseguitrice, l'Hertha Berlino.
Il girone di ritorno comincia con una vittoria in rimonta e nel recupero contro il Colonia. Il Monaco 1860, come all'andata, interrompe la striscia di risultati positivi, infliggendo una sconfitta per 2-1 all'Eintracht-Stadion. Contro il Duisburg, la settimana seguente, arriva un'altra sconfitta, la seconda consecutiva. Il Braunschweig è in difficoltà e arrivano vittorie ottenute con molta sofferenza. In questo periodo arriva pure il sorpasso in classifica da parte dell'Hertha, che diviene definitivo a inizio aprile quando, nello scontro diretto a Berlino, l'Eintracht ne esce sconfitto con un pesante 3-0. Ma i punti di vantaggio sulla terza classificata sono ancora molti e la settimana successiva riprende la marcia a Sandhausen. Il 28 aprile l'Eintracht gioca a Ingolstadt e un gol su punizione di Vrančić nel recupero dà la vittoria al Braunschweig che permette di ottenere la matematica promozione in Bundesliga 28 anni dopo l'ultima apparizione. Le ultime 3 partite servono solo a festeggiare, intramezzate da une pesante sconfitta patita ad Amburgo da parte del St. Pauli.
Dominick Kumbela è il capocannoniere della squadra con 19 gol.
In Coppa di Germania arriva una vittoria agevole al primo turno contro il Lubecca. Al secondo turno, il sorteggio propone il Friburgo che elimina l'Eintracht.

## Maglie e sponsor
Lo sponsor tecnico per la stagione 2012-2013 è Puma, mentre lo sponsor ufficiale è Volkswagen Bank. La prima divisa è una maglia gialla con risvolti blu, pantaloncini blu e calzettoni gialli. La divisa di riserva è blu con pantaloncini gialli e calzettoni blu.
| Casa | Trasferta | 1ª div. portieri | 2ª div. portieri |

## Staff area tecnica-sanitaria
| Position                 | Staff                |
| ------------------------ | -------------------- |
| Allenatore               | Torsten Lieberknecht |
| Allenatore in seconda    | Darius Scholtysik    |
| Preparatore atletico     | Jürgen Rische        |
| Preparatore dei portirei | Alexander Kunze      |
| Direttore sportivo       | Marc Arnold          |
| Responsabile sanitario   | Dr. Frank Maier      |
| Fisioterapista           | Caroline Schweibs    |
| Fisioterapista           | Goce Janevski        |
| Fisioterapista           | Thorsten Taenzer     |
| Team manager             | Holm Stelzer         |
| Magazziniere/autista     | Christian Skolik     |

## Rosa
Rosa aggiornata al 29 gennaio 2013.
| N. |                                 | Ruolo | Calciatore        |
| -- | ------------------------------- | ----- | ----------------- |
| 1  | Germania (bandiera)             | P     | Marjan Petković   |
| 3  | Germania (bandiera)             | D     | Ermin Bičakčić    |
| 4  | Germania (bandiera)             | D     | Matthias Henn     |
| 5  | Germania (bandiera)             | D     | Benjamin Kessel   |
| 6  | Bosnia ed Erzegovina (bandiera) | C     | Damir Vrančić     |
| 7  | Germania (bandiera)             | D     | Björn Kluft       |
| 8  | Germania (bandiera)             | D     | Deniz Doğan       |
| 9  | Svizzera (bandiera)             | A     | Orhan Ademi       |
| 10 | Germania (bandiera)             | C     | Mirko Boland      |
| 11 | Germania (bandiera)             | C     | Steffen Bohl      |
| 12 | RD del Congo (bandiera)         | A     | Dominick Kumbela  |
| 13 | Germania (bandiera)             | C     | Raffael Korte     |
| 14 | Norvegia (bandiera)             | C     | Omar Elabdellaoui |
| 15 | Germania (bandiera)             | D     | Norman Theuerkauf |

| N. |                       | Ruolo | Calciatore          |
| -- | --------------------- | ----- | ------------------- |
| 16 | Turchia (bandiera)    | D     | Emre Turan          |
| 17 | Germania (bandiera)   | C     | Kevin Kratz         |
| 18 | Germania (bandiera)   | C     | Oliver Petersch     |
| 19 | Germania (bandiera)   | D     | Ken Reichel         |
| 20 | Cina (bandiera)       | A     | Zhang Chengdong     |
| 21 | Germania (bandiera)   | A     | Pierre Merkel       |
| 22 | Canada (bandiera)     | A     | Randy Edwini-Bonsu  |
| 23 | Germania (bandiera)   | C     | Jonas Erwig-Drüppel |
| 25 | Portogallo (bandiera) | D     | Marcel Correia      |
| 26 | Germania (bandiera)   | P     | Daniel Davari       |
| 27 | Germania (bandiera)   | A     | Gianluca Korte      |
| 31 | Germania (bandiera)   | C     | Marc Pfitzner       |
| 32 | Germania (bandiera)   | A     | Dennis Kruppke (c)  |

## Calcio mercato

### Sessione estiva
| Acquisti | Acquisti            | Acquisti             | Acquisti   |
| R.       | Nome                | da                   | Modalità   |
| -------- | ------------------- | -------------------- | ---------- |
| A        | Orhan Ademi         | Altach               | definitivo |
| A        | Jonas Erwig-Drüppel | Schalke 04 II        | definitivo |
| C        | Björn Kluft         | Preußen Münster      | definitivo |
| C        | Kevin Kratz         | Alemannia Aquisgrana | definitivo |
| D        | Zhang Chengdong     | Mafra                | prestito   |

| Cessioni | Cessioni         | Cessioni                  | Cessioni   |
| R.       | Nome             | a                         | Modalità   |
| -------- | ---------------- | ------------------------- | ---------- |
| A        | Mathias Fetsch   | Kickers Offenbach         | definitivo |
| D        | Benjamin Fuchs   | Vestel Manisaspor         | definitivo |
| C        | Julius Reinhardt | Kickers Offenbach         | definitivo |
| C        | Markus Unger     | Eintracht Braunschweig II |            |
| C        | Nico Zimmermann  | Aalen                     | definitivo |

### Sessione invernale
| Acquisti | Acquisti          | Acquisti        | Acquisti |
| R.       | Nome              | da              | Modalità |
| -------- | ----------------- | --------------- | -------- |
| C        | Omar Elabdellaoui | Manchester City | prestito |

| Cessioni | Cessioni      | Cessioni          | Cessioni |
| R.       | Nome          | a                 | Modalità |
| -------- | ------------- | ----------------- | -------- |
| C        | Jan Washausen | Kickers Offenbach | prestito |

## Risultati

### 2. Bundesliga

#### Girone di andata
| Arbitro: | Gagelmann |

|           |           |  |
| Ademi 68’ | Marcatori |  |

| Arbitro: | Kinhöfer |

|  |           |                     |
|  | Marcatori | 40’ (rig.) Pfitzner |

| Arbitro: | Hartmann |

|                       |           |            |
| Doğan 62’ Kruppke 67’ | Marcatori | 34’ Yılmaz |

| Arbitro: | Steuer |

|  |           |                                |
|  | Marcatori | 27’, 57’ Boland 50’ Theuerkauf |

| Arbitro: | Fischer |

|             |           |  |
| Kruppke 67’ | Marcatori |  |

| Arbitro: | Christ |

|           |           |             |
| Aygün 59’ | Marcatori | 19’ Kumbela |

| Arbitro: | Cortus |

|                                     |           |  |
| Pfitzner 80’ Merkel 83’ Kruppke 87’ | Marcatori |  |

| Arbitro: | Siebert |

|          |           |           |
| Dick 25’ | Marcatori | 75’ Ademi |

| Arbitro: | Stark |

|                                    |           |  |
| Bičakčić 21’ Ademi 63’ Kruppke 85’ | Marcatori |  |

| Arbitro: | Winkmann |

|  |           |                         |
|  | Marcatori | 37’ Kruppke 79’ Kumbela |

| Arbitro: | Drees |

|             |           |           |
| Kruppke 25’ | Marcatori | 78’ Ramos |

| Arbitro: | Dankert |

|                  |           |            |
| Kumbela 45’, 50’ | Marcatori | 62’ Löning |

| Arbitro: | Aytekin |

|              |           |             |
| Schröder 69’ | Marcatori | 40’ Kruppke |

| Arbitro: | Stieler |

|                            |           |  |
| Kumbela 38’, 75’ Korte 81’ | Marcatori |  |

| Arbitro: | Gräfe |

|                                    |           |             |
| Sanogo 6’ Börner 44’ Brinkmann 81’ | Marcatori | 13’ Kumbela |

| Arbitro: | Zwayer |

|             |           |  |
| Kumbela 17’ | Marcatori |  |

| Arbitro: | Hartmann |

|            |           |                       |
| Konrad 87’ | Marcatori | 12’ Kruppke 33’ Ademi |

#### Girone di ritorno
| Arbitro: | Brych |

|                      |           |                          |
| Clemens 47’ Ujah 88’ | Marcatori | 23’ Kumbela 90’ Bičakčić |

| Arbitro: | Sippel |

|                                         |           |                           |
| Kumbela 10’, 43’ (rig.), 57’ Boland 75’ | Marcatori | 4’, 32’ Nemec 90’ Quiring |

| Arbitro: | Perl |

|             |           |                       |
| Bertels 90’ | Marcatori | 9’ Petersch 74’ Doğan |

| Arbitro: | Steuer |

|            |           |                      |
| Merkel 86’ | Marcatori | 45’ (rig.) Valentini |

| Arbitro: | Kampka |

|  |           |             |
|  | Marcatori | 15’ Kumbela |

| Arbitro: | Kinhöfer |

|             |           |                      |
| Kumbela 56’ | Marcatori | 77’ Friend 85’ Lauth |

| Arbitro: | Hartmann |

|              |           |  |
| Exslager 62’ | Marcatori |  |

| Arbitro: | Fritz |

|             |           |            |
| Kumbela 78’ | Marcatori | 44’ Weiser |

| Arbitro: | Stegemann |

|  |           |             |
|  | Marcatori | 85’ Kumbela |

| Arbitro: | Kircher |

|                          |           |          |
| Bičakčić 31’ Kumbela 53’ | Marcatori | 8’ Ouali |

| Arbitro: | Gagelmann |

|                          |           |  |
| Ronny 34’, 76’ Ramos 55’ | Marcatori |  |

| Arbitro: | Bandurski |

|            |           |                             |
| Mäkelä 52’ | Marcatori | 4’, 39’ Kumbela 86’ Kruppke |

| Arbitro: | Dingert |

|            |           |              |
| Boland 39’ | Marcatori | 80’ Schröder |

| Arbitro: | Petersen |

|  |           |             |
|  | Marcatori | 90’ Vrančić |

| Braunschweig 6 maggio 2013, ore 20:15 CEST 32ª giornata | Eintracht Braunschweig | 0 – 0 referto | Energie Cottbus | Eintracht-Stadion (20 445 spett.)\| Arbitro: \| Perl \| |
| Arbitro:                                                | Perl                   |               |                 |                                                         |

| Arbitro: | Gagelmann |

|                                                  |           |           |
| Ginczek 7’, 11’ Bartels 68’ Bruns 70’ Ebbers 86’ | Marcatori | 89’ Korte |

| Arbitro: | Dietz |

|                 |           |                          |
| Kruppke 2’, 73’ | Marcatori | 11’ Görlitz 50’ Kapllani |

### Coppa di Germania
| Arbitro: | Aytekin |

|  |           |                           |
|  | Marcatori | 13’, 68’ Kratz 67’ Boland |

| Arbitro: | Brych |

|  |           |                       |
|  | Marcatori | 1’ Caligiuri 84’ Flum |

## Statistiche

### Statistiche di squadra
| Competizione      | Punti | In casa | In casa | In casa | In casa | In casa | In casa | In trasferta | In trasferta | In trasferta | In trasferta | In trasferta | In trasferta | Totale | Totale | Totale | Totale | Totale | Totale | DR  |
| Competizione      | Punti | G       | V       | N       | P       | Gf      | Gs      | G            | V            | N            | P            | Gf           | Gs           | G      | V      | N      | P      | Gf     | Gs     | DR  |
| ----------------- | ----- | ------- | ------- | ------- | ------- | ------- | ------- | ------------ | ------------ | ------------ | ------------ | ------------ | ------------ | ------ | ------ | ------ | ------ | ------ | ------ | --- |
| 2. Bundesliga     | 67    | 17      | 10      | 6       | 1       | 29      | 14      | 17           | 9            | 4            | 4            | 23           | 20           | 34     | 19     | 10     | 5      | 52     | 34     | +18 |
| Coppa di Germania | -     | 1       | 0       | 0       | 1       | 0       | 2       | 1            | 1            | 0            | 0            | 3            | 0            | 2      | 1      | 0      | 1      | 3      | 2      | +1  |
| Totale            | -     | 18      | 10      | 6       | 2       | 29      | 16      | 18           | 10           | 4            | 4            | 26           | 20           | 36     | 20     | 10     | 6      | 55     | 36     | +19 |

### Andamento in campionato
| Giornata  | 1 | 2 | 3 | 4 | 5 | 6 | 7 | 8 | 9 | 10 | 11 | 12 | 13 | 14 | 15 | 16 | 17 | 18 | 19 | 20 | 21 | 22 | 23 | 24 | 25 | 26 | 27 | 28 | 29 | 30 | 31 | 32 | 33 | 34 |
| --------- | - | - | - | - | - | - | - | - | - | -- | -- | -- | -- | -- | -- | -- | -- | -- | -- | -- | -- | -- | -- | -- | -- | -- | -- | -- | -- | -- | -- | -- | -- | -- |
| Luogo     | C | T | C | T | C | T | C | T | C | T  | C  | C  | T  | C  | T  | C  | T  | T  | C  | T  | C  | T  | C  | T  | C  | T  | C  | T  | T  | C  | T  | C  | T  | C  |
| Risultato | V | V | V | V | V | N | V | N | V | V  | N  | V  | N  | V  | P  | V  | V  | N  | V  | V  | N  | V  | P  | P  | N  | V  | V  | P  | V  | N  | V  | N  | P  | N  |
| Posizione | 3 | 1 | 1 | 1 | 1 | 1 | 1 | 1 | 1 | 1  | 1  | 1  | 1  | 1  | 1  | 1  | 1  | 1  | 1  | 1  | 1  | 1  | 2  | 2  | 2  | 2  | 2  | 2  | 2  | 2  | 2  | 2  | 2  | 2  |

Legenda:

Luogo: C = Casa; T = Trasferta. Risultato: V = Vittoria; N = Pareggio; P = Sconfitta.

### Statistiche dei giocatori
| Giocatore        | 2. Bundesliga | 2. Bundesliga | 2. Bundesliga | 2. Bundesliga | Coppa di Germania | Coppa di Germania | Coppa di Germania | Coppa di Germania | Totale   | Totale | Totale      | Totale     |
| Giocatore        | Presenze      | Reti          | Ammonizioni   | Espulsioni    | Presenze          | Reti              | Ammonizioni       | Espulsioni        | Presenze | Reti   | Ammonizioni | Espulsioni |
| ---------------- | ------------- | ------------- | ------------- | ------------- | ----------------- | ----------------- | ----------------- | ----------------- | -------- | ------ | ----------- | ---------- |
| D. Davari        | 30            | 0             | 1             | 0             | -                 | -                 | -                 | -                 | 30       | 0      | 1           | 0          |
| B. Later         | -             | -             | -             | -             | -                 | -                 | -                 | -                 | -        | -      | -           | -          |
| M. Petković      | 4             | 0             | 0             | 0             | 2                 | 0                 | 0                 | 0                 | 6        | 0      | 0           | 0          |
| E. Bičakčić      | 33            | 3             | 4             | 0             | 2                 | 0                 | 0                 | 0                 | 35       | 3      | 4           | 0          |
| M. Correia       | 17            | 0             | 0             | 0             | 2                 | 0                 | 0                 | 0                 | 19       | 0      | 0           | 0          |
| D. Doğan         | 29            | 2             | 5             | 0             | 2                 | 0                 | 0                 | 0                 | 31       | 2      | 5           | 0          |
| O. Elabdellaoui  | 14            | 0             | 2             | 0             | -                 | -                 | -                 | -                 | 14       | 0      | 2           | 0          |
| M. Henn          | 3             | 0             | 0             | 0             | -                 | -                 | -                 | -                 | 3        | 0      | 0           | 0          |
| B. Kessel        | 15            | 0             | 0             | 1             | -                 | -                 | -                 | -                 | 15       | 0      | 0           | 1          |
| K. Reichel       | 25            | 0             | 3             | 0             | 2                 | 0                 | 1                 | 0                 | 27       | 0      | 4           | 0          |
| E. Turan         | 1             | 0             | 0             | 0             | -                 | -                 | -                 | -                 | 1        | 0      | 0           | 0          |
| S. Bohl          | 21            | 0             | 1             | 0             | 1                 | 0                 | 0                 | 0                 | 22       | 0      | 1           | 0          |
| M. Boland        | 30            | 4             | 4             | 1             | 2                 | 1                 | 0                 | 0                 | 32       | 5      | 4           | 1          |
| J. Erwig-Drüppel | 6             | 0             | 1             | 0             | -                 | -                 | -                 | -                 | 6        | 0      | 1           | 0          |
| B. Kluft         | 1             | 0             | 0             | 0             | -                 | -                 | -                 | -                 | 1        | 0      | 0           | 0          |
| R. Korte         | 10            | 0             | 0             | 0             | 1                 | 0                 | 0                 | 0                 | 11       | 0      | 0           | 0          |
| K. Kratz         | 18            | 0             | 3             | 0             | 1                 | 2                 | 0                 | 0                 | 19       | 2      | 3           | 0          |
| O. Petersch      | 11            | 1             | 0             | 0             | -                 | -                 | -                 | -                 | 11       | 1      | 0           | 0          |
| M. Pfitzner      | 20            | 2             | 6             | 0             | 1                 | 0                 | 0                 | 0                 | 21       | 2      | 6           | 0          |
| N. Theuerkauf    | 31            | 1             | 5             | 1             | 2                 | 0                 | 1                 | 0                 | 33       | 1      | 6           | 1          |
| D. Vrančić       | 24            | 1             | 1             | 0             | 1                 | 0                 | 0                 | 0                 | 25       | 1      | 1           | 0          |
| O. Ademi         | 30            | 4             | 1             | 0             | 2                 | 0                 | 0                 | 0                 | 32       | 4      | 1           | 0          |
| R. Edwini-Bonsu  | 8             | 0             | 0             | 0             | 1                 | 0                 | 0                 | 0                 | 9        | 0      | 0           | 0          |
| G. Korte         | 11            | 2             | 0             | 0             | 2                 | 0                 | 0                 | 0                 | 13       | 2      | 0           | 0          |
| D. Kruppke       | 23            | 11            | 3             | 0             | 2                 | 0                 | 1                 | 0                 | 25       | 11     | 4           | 0          |
| D. Kumbela       | 30            | 19            | 5             | 0             | 2                 | 0                 | 0                 | 0                 | 32       | 19     | 5           | 0          |
| P. Merkel        | 16            | 2             | 0             | 0             | -                 | -                 | -                 | -                 | 16       | 2      | 0           | 0          |
| C. Zhang         | 12            | 0             | 0             | 0             | -                 | -                 | -                 | -                 | 12       | 0      | 0           | 0          |